# Lamar Alexander
Lamar Alexander (Maryville, 1940. július 3. –) az Amerikai Egyesült Államok Tennessee államának szenátora.